# Lucas (Kansas)
Lucas es una ciudad ubicada en el condado de Russell en el estado estadounidense de Kansas. En el año 2010 tenía una población de 393 habitantes y una densidad poblacional de 280,71 personas por km².

## Geografía
Lucas se encuentra ubicada en las coordenadas 39°3′32″N 98°32′15″O / 39.05889, -98.53750 (39.058839, -98.537457).

## Demografía
Según la Oficina del Censo en 2000 los ingresos medios por hogar en la localidad eran de $28,889 y los ingresos medios por familia eran $38,125. Los hombres tenían unos ingresos medios de $25,250 frente a los $15,417 para las mujeres. La renta per cápita para la localidad era de $15,544. Alrededor del 12.7% de la población estaban por debajo del umbral de pobreza.